# Astragalus jacobsii
Astragalus jacobsii es una especie de planta del género Astragalus, de la familia de las leguminosas, orden Fabales.

## Distribución
Astragalus jacobsii se distribuye por Irán.

## Taxonomía
Fue descrita científicamente por D. Podlech. Fue publicada en Sendtnera 6: 158 (1999).